# 137th Street-City College
137th Street-City College is een station van de metro van New York aan de Broadway-Seventh Avenue Line dat de wijk Washinghton Heights bedient, in het noordwesten van Manhattan. Het station wordt ontsloten door de 1 Broadway-Seventh Avenue Local, lijn 1 van de metro.
Het metrostation wordt ook gebruikt voor transport naar en van de enkele honderden meters oostwaarts gelegen campus van het City College of New York, een openbare universiteit met zo'n 15.000 studenten.  Het is het dichtst gelegen van de drie rond de campus gelegen metrostations, wat zich ook in de naam van het metrostation reflecteert.
Het station ontsluit ook het 11 ha grote Denny Farrell Riverbank State Park, een staatspark ten westen van het station langs de oevers van de Hudson.
Van noord naar zuid:
Van Cortlandt Park-242nd Street · 
238th Street · 
231st Street · 
Marble Hill-225th Street · 
215th Street · 
207th Street · 
Dyckman Street · 
191st Street · 
181st Street · 
168th Street · 
157th Street · 
145th Street · 
137th Street-City College · 
125th Street · 
116th Street-Columbia University · 
110th Street-Cathedral Parkway · 
103rd Street · 
96th Street ·
86th Street · 
79th Street · 
72nd Street · 
66th Street-Lincoln Center · 
59th Street-Columbus Circle · 
50th Street · 
Times Square-42nd Street · 
34th Street-Penn Station · 
28th Street · 
23rd Street · 
18th Street · 
14th Street · 
Christopher Street-Sheridan Square · 
Houston Street · 
Canal Street · 
Franklin Street · 
Chambers Street · 
WTC Cortlandt · 
Rector Street · 
South Ferry